# Optometria

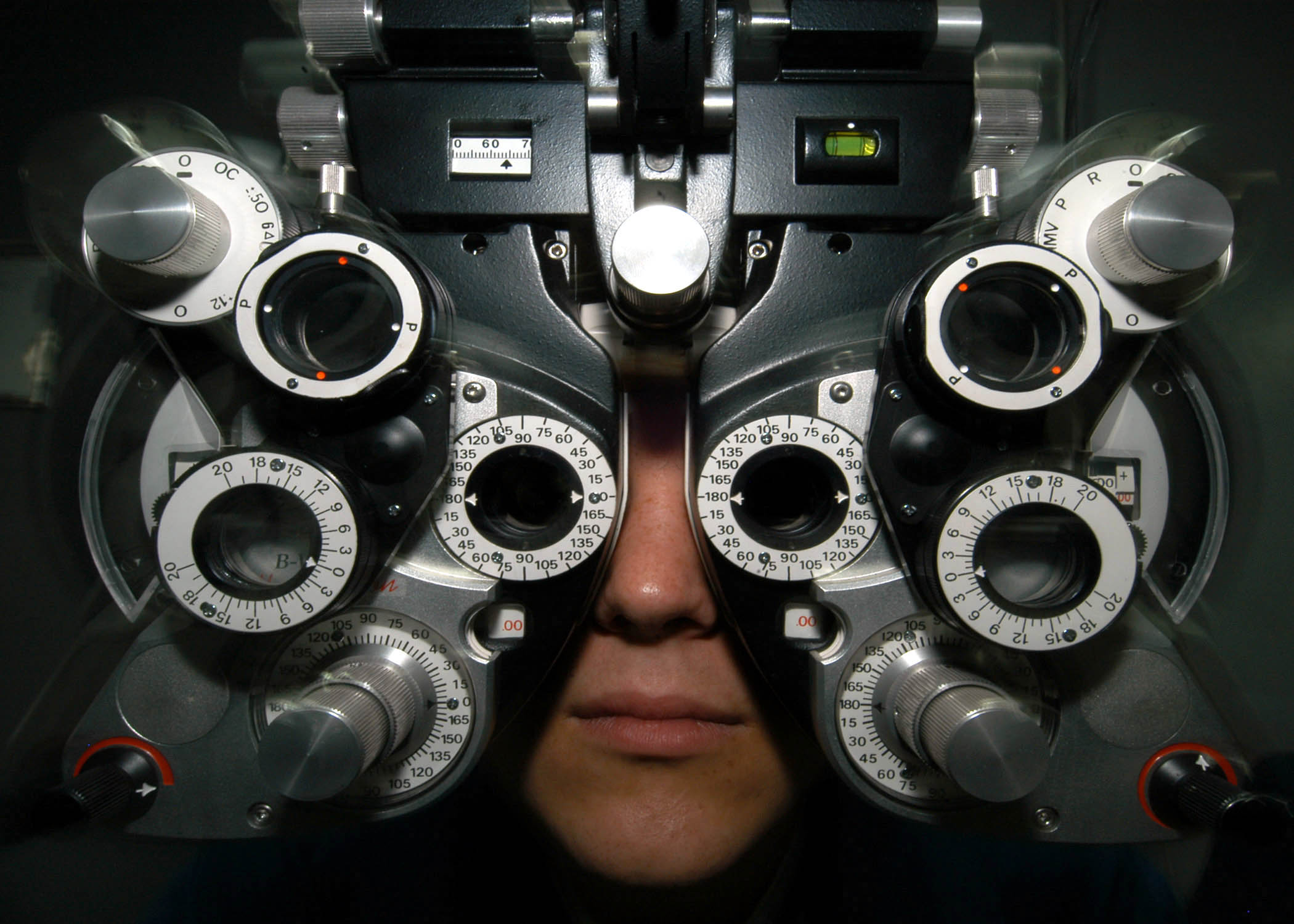
Paciente no foróptero

A Optometria, do grego opto (visão) + metria (medição),  é uma prática profissional voltada para os cuidados com a saúde dos olhos e da visão, o que inclui a medição das capacidades visuais e defeitos dos olhos. Tal prática existe no mundo há quase dois séculos anos, tendo surgido em meados do século XIX, na Filadélfia, onde os primeiros profissionais recebiam o nome de "oculistas", termo já em desuso. Atualmente o profissional é designado Optometrista.